# Bibliografie

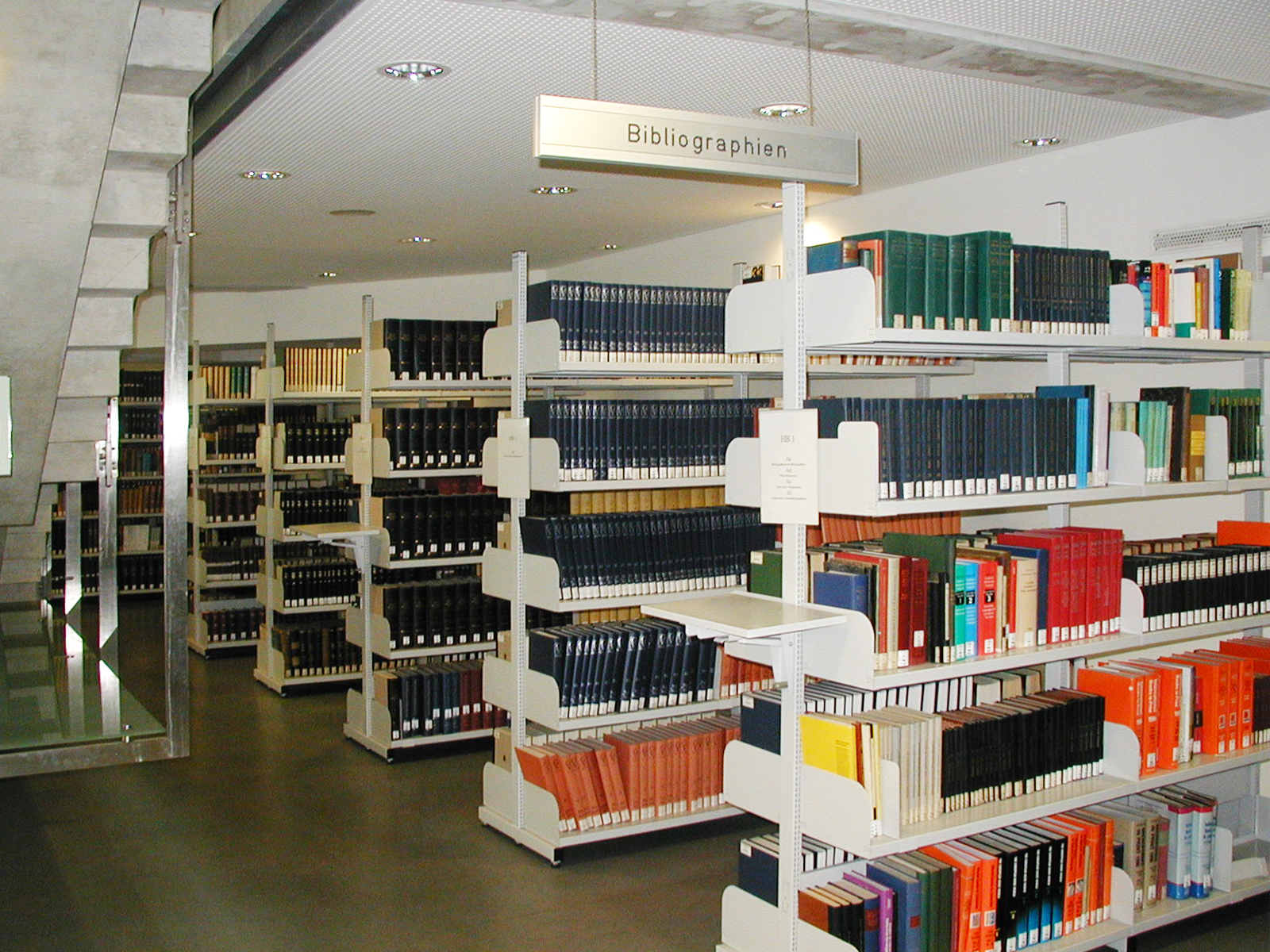
Bibliografien in der Universitätsbibliothek Graz

Eine Bibliografie oder Bibliographie (altgriechisch für „Bücherbeschreibung“, früher auch Bibliognosie oder Bibliologie) ist ein eigenständiges Verzeichnis von Literaturnachweisen bzw. die Erstellung oder die Lehre von der Erstellung eines solchen Verzeichnisses. 
Früher war Bibliografie auch als Ausdruck für die Bücherkunde allgemein üblich. 
Während die Monografie eine vollständige Abhandlung über einen Gegenstand beinhaltet, liefert die Bibliografie eine vollständige Übersicht der Literatur zu einem Gegenstand unter einem bestimmten Auswahlkriterium. Die Zusammenstellung der Titel kann je nach Zweckmäßigkeit alphabetisch, systematisch oder auch chronologisch sein, wobei auch der Wert der Titel berücksichtigt werden kann. Bibliografien, die als Teil eines anderen Werkes darin verwendete Literatur nachweisen, werden eher als Literaturverzeichnis bezeichnet. Der Ersteller einer Bibliografie wird Bibliograf genannt.

## Anwendung und Formen
Bibliografien sind ein unerlässliches Hilfsmittel in der Wissenschaft und zur Erschließung von Literatur zum Beispiel in Bibliotheken (dort gesammelt in Form von Bibliothekskatalogen oder Verbundkatalogen, die man als eine Untergruppe der Bibliografie betrachten kann). Im Gegensatz zu klassischen Bibliothekskatalogen können Bibliografien auch unselbständige Literatur verzeichnen, das heißt Aufsätze aus Zeitschriften und Sammelbänden (Zeitschriftendatenbanken), die anders häufig nicht zu ermitteln sind.
Je nach Inhalt unterscheidet man zwischen Allgemeinbibliografien und Fachbibliografien, da sie immer einem ganz konkreten Zweck ausgerichtet sind. Das kann ein inhaltliches Thema sein (Gesamtliteratur eines Fachgebietes, Thematisches Gesamtverzeichnis), aber zum Beispiel auch der Erscheinungsort (Nationalbibliografie, Universitätsschriften und andere). Häufige Typen von Bibliografien sind:
- Nationalbibliografien und Regionalbibliografien verzeichnen Werke innerhalb eines bestimmten Gebietes. In einer Nationalbibliografie werden die gesamten Publikationen eines Landes verzeichnet, im Gegensatz zu einer Regionalbibliografie, die sich auf eine bestimmte Region bezieht. Sie wird in der Regel von der Nationalbibliothek eines Landes erstellt. Die Deutsche Nationalbibliografie wird von der Deutschen Nationalbibliothek (DNB) erstellt und ist das größte Verzeichnis deutschsprachiger Literatur. Sie erfasst alle eingesandten Pflichtexemplare der Veröffentlichungen in Deutschland und im Ausland erschienene deutschsprachige Veröffentlichungen, einschließlich der Übersetzungen ins Deutsche, sowie Medienwerke über Deutschland und deutsche Persönlichkeiten. In der Schweiz gibt es das Schweizer Buch. Nationalbibliografien erscheinen meist in Jahresbänden, heute auch komplett auf CD-ROM. Daneben gibt es solche Verzeichnisse auch für bestimmte Zeitabschnitte.
- Fachbibliografien verzeichnen Literatur zu einem bestimmten Fach (beispielsweise zur Geschichtswissenschaft) oder zu einem Teilgebiet des Faches (beispielsweise zur antiken Geschichte).
- Spezialbibliografien verzeichnen Fachliteratur zu bestimmten, enger definierten Themen eines Faches.
- Personalbibliografien verzeichnen Texte von einer bestimmten Person (subjektive Personalbibliografie) bzw. über eine bestimmte Person (objektive Personalbibliografie).
- Kommentierte Bibliografien (auch analytische Bibliografien, bibliographie raisonnée) verzeichnen nicht bloß die Titel und Publikationsdaten, sondern kommentieren bzw. beurteilen die Werke nach deren Inhalt.
- Versteckte Bibliografien werden Bibliografien genannt, die sich im Anhang eines Werkes befinden und nicht als selbstständig erschienene Werke zu erkennen sind.

Eine besondere Gattung stellen die periodisch erscheinenden Verzeichnisse dar, die für fast jedes Land bestehen. Die ersten derartigen Verzeichnisse entstanden in Deutschland, Frankfurter Messkatalog (1564–1749) und Leipziger Messkatalog (1594–1860), später die Bibliographie von Deutschland […]  bei Brockhaus (1826) sowie die Allgemeine Bibliographie, verlegt von Hinrichs (1842), seit 1893 unter dem Titel: Wöchentliches Verzeichnis der erschienenen und der vorbereiteten Neuigkeiten des deutschen Buchhandels.
Darüber hinaus gibt es unter anderem auch Bibliophile Bibliografien, Empfehlende Bibliografien, Allgemeinbibliografien, Bibliografien der Bibliografien (Bibliografien zweiten Grades oder Metabibliografien) und Bibliografien der Bibliografien der Bibliografien (Bibliografien dritten Grades).
Bibliografien werden traditionell meist in Buchform veröffentlicht; heute setzt sich die elektronische Form als CD-Datenbank oder als Online-Datenbank mehr und mehr durch. Andere Beispiele sind die Karteiform, zum Beispiel bei Bibliothekskatalogen, oder die Bandform, bei Bibliothekskatalogen älteren Datums, hier wurden die Titelaufnahmen fortlaufend auf leere Seiten notiert und in Buchbände eingeklebt. Ergänzungen wurden in Streifenform oder als ganze Seiten eingefügt. Eine jüngere Form der Bibliografie oder des Kataloges ist die Mikrofiche-Technik mit entsprechenden Lesegeräten. Sie wird allerdings heute vollständig durch elektronische Datenbanken verdrängt.
1898 gründeten Paul Otlet und Henri La Fontaine in Brüssel unter dem Namen Institut International de Bibliographie (IIB) das Mundaneum mit der Absicht das gesamte Schrifttum der Welt als Bibliografie in Zettelkästen zu erfassen.

## Bibliografien in Datenbanken und Katalogen
In Deutschland wurden bis ins 20. Jahrhundert für das Erstellen von Bibliografien vor allem die Instruktionen für die alphabetischen Kataloge der Preußischen Bibliotheken (kurz Preußische Instruktionen) benutzt, welche die Aufnahme und Ordnung bzw. Einordnung der Titel und Verfassernamen ausführlich behandeln. Für das Verzeichnen der Literatur in einer Bibliografie mit Hilfe von Metadaten existieren in der Regel Standards (z. B. RAK, AACR) und Datenformate (zum Beispiel MARC, MAB, Dublin Core, BibTeX). Für den privaten Gebrauch gibt es zur Erstellung und Verwaltung von Bibliografien verschiedene Literaturverwaltungsprogramme. Neben der Arbeit von Bibliotheken und Autoren werden Bibliografien in bestimmten Bereichen auch gemeinschaftlich von Privatpersonen erstellt – beispielsweise der Comic Guide und die CD-Titeldatenbank freedb. Diese Datenbanken werden jedoch oft nicht direkt als Bibliografien bezeichnet – auch weil sie nur selten bibliothekarischen und wissenschaftlichen Ansprüchen genügen. Auch Bibliothekskataloge werden meist nur als Bibliografie bezeichnet, sofern sie als Bestandsverzeichnisse in gedruckter Form vorliegen.
Die International Federation of Library Associations and Institutions (IFLA) hat 1998 mit den Functional Requirements for Bibliographic Records ein Datenmodell zur Strukturierung von bibliografischen Datenbanken vorgestellt, das vier grundlegende Entitäten definiert:
- work: eine geistige oder künstlerische Schöpfung (zum Beispiel Goethes Faust)
- expression: eine Realisierung einer Schöpfung durch Herausgabe, Bearbeitung, Übersetzung etc. (zum Beispiel eine gelesene Version von Goethes Faust)
- manifestation: eine physische Umsetzung einer Expression (zum Beispiel eine konkrete Hörbuchausgabe)
- item: ein einzelnes Exemplar einer Manifestation (zum Beispiel eine konkrete CD)

Der Katalog der Library of Congress ist eine wichtige bibliografische Literaturdatenbank für Universitätsbibliotheken.